# Jochen Teuffel
Jochen Teuffel (* 1964 im Schwarzwald) ist ein deutscher Theologe, Pfarrer der Evangelisch-Lutherischen Kirche in Bayern und Autor.

## Leben
Jochen Teuffel wurde im Schwarzwald geboren und kam 1971 mit seiner Familie nach Senden, wo er auch konfirmiert wurde. Er  engagierte sich in der örtlichen Jugendarbeit und ist seit 1974 Mitglied des Verbandes Christlicher Pfadfinder (VCP). Von 1974 bis 1980 besuchte er das Nikolaus-Kopernikus-Gymnasium in Weißenhorn, bevor er zum Wirtschaftsgymnasium nach Ulm wechselte. Nach der Lehre zum Industriekaufmann leistete er seinen Zivildienst in der Kinder- und Jugendpsychiatrie des katholischen Kinderklinikums Josefinum in Augsburg-Oberhausen. 1986 folgte ein Studium Evangelischer Theologie an der Friedrich-Alexander-Universität Erlangen-Nürnberg. Nach seiner Magisterarbeit mit dem Thema Das Recht der Kirchengemeinde in der Rechtsordnung der Evangelisch-lutherischen Kirche in Bayern wurde er wissenschaftlicher Mitarbeiter am Institut für Systematische Theologie und Christliche Sozialethik an der Universität Erlangen-Nürnberg. Später arbeitete er neben seiner Tätigkeit als Assistent der Geschäftsleitung bei einer mittelständischen Firma in Wasserburg am Inn als Gemeindepfarrer der dortigen Kirchengemeinde.
Im Jahr 1999 promovierte er mit seiner Dissertation Von der Theologie. Die Kunst der guten Gottesrede in Entsprechung zur gelesenen Schrift. Die Zeit von 2002 bis 2008 verbrachte Teuffel in China, wo er als Dozent für Systematische Theologie am „Lutheran Theological Seminary“ in Hongkong und als Gastprofessor an der Zhongshan-Universität in Guangzhou tätig war. Danach übernahm er allgemeinkirchliche Aufgaben im Referat „Mission Interkulturell“ von Mission EineWelt der Evangelischen-Lutherischen Kirche in Neuendettelsau. Seit 2009 ist er Pfarrer in Vöhringen (Iller) im Kirchenkreis Augsburg. Zudem ist er seit 2016 Lehrer für Evangelische Religionslehre am Gymnasium Kolleg der Schulbrüder Illertissen.

## Werk und Positionen
Teuffel betont die Wichtigkeit geistlichen Gemeindelebens, zuletzt in seiner 2014 veröffentlichten Streitschrift „Rettet die Kirche“. Sein Buch verstehe er „als Weckruf angesichts der Perspektivlosigkeit, die ich in den verfassten Landeskirchen wahrnehme. Zu viel ist auf Besitzstandwahrung ausgerichtet, zu wenig wird dem Evangelium vertraut. Solange ich nicht durch die Bibel und die evangelischen Lehrbekenntnis von etwas anderem überzeugt werde, beharre ich darauf, dass die Kirchensteuer unserer evangelischen Lehre widerspricht“. Für ihn ist die Steuer das Beispiel einer falschen Verflechtung von Kirche und Staat. Das Scheitern der evangelischen Landeskirchen sei „vorprogrammiert“. Nur die Kirchensteuer halte den verfassten Protestantismus noch am Leben. Die Volkskirche erhebe zwar einen gesamtgesellschaftlichen Geltungsanspruch, doch habe sie dabei den Bezug zu ihren Mitgliedern zunehmend verloren. Seine Ideen zur Reform der Kirchensteuer hat Teuffel in 12 Thesen formuliert. Allerdings sei die Abschaffung der Kirchensteuer längst kein Allheilmittel, um die Kirche zu retten.
Öffentliche Aufmerksamkeit erlangte ein von Teuffel dem Landesbischof der Nordkirche und Leitenden Bischof der Vereinigten Evangelisch-Lutherischen Kirche Deutschlands (VELKD), Gerhard Ulrich, für die Vöhringer Kirche erteiltes Kanzelverbot im Mai 2016. Hintergrund sind theologische Meinungsverschiedenheiten: Ulrich hatte in einem Oster-Beitrag für die Printausgabe der Evangelischen Zeitung vom 27. März 2016 ausgeführt, Jesu Jünger hätten nach der Kreuzigung und dem ersten Schock begriffen, dass Jesus tot sei. „Sein Leib wird vergehen wie jeder Menschenleib.“ Nach Auffassung Teuffels hat Ulrich damit sein Ordinationsversprechen gebrochen, er stehe „im Widerspruch zum Evangelium sowie zu den Lehrbekenntnissen unserer Kirche“.
Nach der Verfassung der VELKD steht dem Leitenden Bischof das Recht zu, auf allen Kanzeln der Gliedkirchen zu predigen. Teuffel beruft sich demgegenüber auf Art. 28 des Augsburger Bekenntnisses. Ein ihm von Ulrich zuvor im April 2016 unterbreitetes Gesprächsangebot lehnte Teuffel ab.

## Lehre
Teuffel behauptet anhand der biblischen und europäischen Gottesbegriffe, dass die europäische Kultur heute noch unbewusst stark von der griechischen Metaphysik und Philosophie geprägt sei. Das Alte Testament, die hebräische Bibel, habe ein anderes Gottesverständnis. Es gebe einen allgemeinen Gottesbegriff wie Elohim, der als Gattungsname verstanden werden könne. Der eigentliche und häufigere Gottesname sei dagegen JHWH, vokalisiert meistens als Jahwe. Oft werde er mit „Ich bin, der ich bin“ übersetzt, aber das sei nur eine unvollständige und unbefriedigende Übersetzung. Denn es sei ein exklusiver Name, mit dem er sich Mose offenbart, etwas von seinem Wesen gezeigt und durch sein machtvolles Handeln das Volk Israel aus der Sklaverei Ägyptens befreit habe. JHWH sei somit ein absolut bestimmender Gott, der über Menschen, Völker, Mächte, die Welt und den Kosmos verfüge und Weisungen aufstelle, die wir zu befolgen hätten, um gerecht, gut und lange zu leben. Er sei ein Gott, den wir nicht ganz verständen, und kein selbstgemachter Gott, über den wir verfügen könnten. Im Gegensatz zu anderen damaligen Gottheiten stütze er keine ungerechten Herrschaftsstrukturen und Machtverhältnisse.
Bereits die griechische, die Septuaginta, und die lateinische Bibelübersetzung, die Vulgata, seien von dieser einzigartigen Gottesoffenbarung wesentlich abgewichen. Darin würden JHWH zu kyrios (deutsch: Herr) und elohim zu theos (deutsch: Gott). Beide Begriffe seien aber nicht identisch mit den hebräischen Wörtern und Bedeutungen, weil sie einem anderen Kontext, der hellenistischen Kultur, entnommen worden seien, die metaphysisch und philosophisch bereits anders aufgeladen und besetzt gewesen sei. Griechische Philosophen wie Platon und Aristoteles hätten den Gottesbegriff ho theos entwickelt und geprägt; er sei kein neutraler Gattungsbegriff gewesen, sondern eine Art Leitidee: Gott als Ursprungsprinzip allen Seins und als erster unbewegter Beweger. Scholastiker wie Thomas von Aquin hätten diese Gottesbeschreibung weiterentwickelt; Gott sei so zu einem zeitlosen Wesen ohne eigentlichen Namen geworden. Das habe jedoch weitgehende Folgen für die westliche Theologie, Kirche, Mission und Gesellschaft gehabt. Wenn Gott keinen Namen mehr habe, könne man auch nicht mehr richtig auf ihn hören und ihm nicht wirklich gehorchen. Wenn er namenlos geworden sei, wie könne man da sich seiner erinnern, ihn anrufen und seine Machttaten preisen und weitersagen?

## Privates
2003 heiratete Jochen Teuffel in Hongkong seine aus Ostindien stammende Frau Naro Keitzer. Das Paar hat zwei Töchter.

## Veröffentlichungen
- Von der Theologie: Die Kunst der guten Gottesrede in Entsprechung zur gelesenen Schrift (Zugl. Dissertation, Universität Erlangen/Nürnberg 1999), Verlag Peter Lang, Frankfurt am Main 2000, ISBN 978-3-631-35999-0.
- Hrsg. mit Daniel Dietzfelbinger: Heils-Ökonomie? Zum Zusammenwirken von Kirche und Wirtschaft, Gütersloher Verlagshaus, Gütersloh 2002, ISBN 978-3-579-05304-2.
- Mission als Namenszeugnis: eine Ideologiekritik in Sachen Religion, Mohr Siebeck Verlag, Tübingen 2009, ISBN 978-3-16-149910-4.
- Im Angesicht der Katastrophe: öffentliche Trauer- und Bittgottesdienste (incl. CD-ROM), Gütersloher Verlags-Haus, Gütersloh 2012, ISBN 978-3-579-05869-6.
- Rettet die Kirche. Schafft die Kirchensteuer ab, Fontis-Verlag, Basel 2014, ISBN 978-3-03848-011-2.

Aufsätze
- NAMENSgedächtnis statt Gottdenken. Von den Schwierigkeiten mit dem europäischen Gottesbegriff. In: Interkulturelle Theologie. Zeitschrift für Missionswissenschaft (ZMiss) 37, 4/2011, S. 332–348.
- Diätetik statt Sinnstiftung. In: Uwe Justus Wenzel (Hrsg.): Was ist eine gute Religion? Zwanzig Antworten, Verlag C.H.Beck, München 2007, ISBN 978-3-406-56226-6, S. 102 ff.